# 아다마 바로

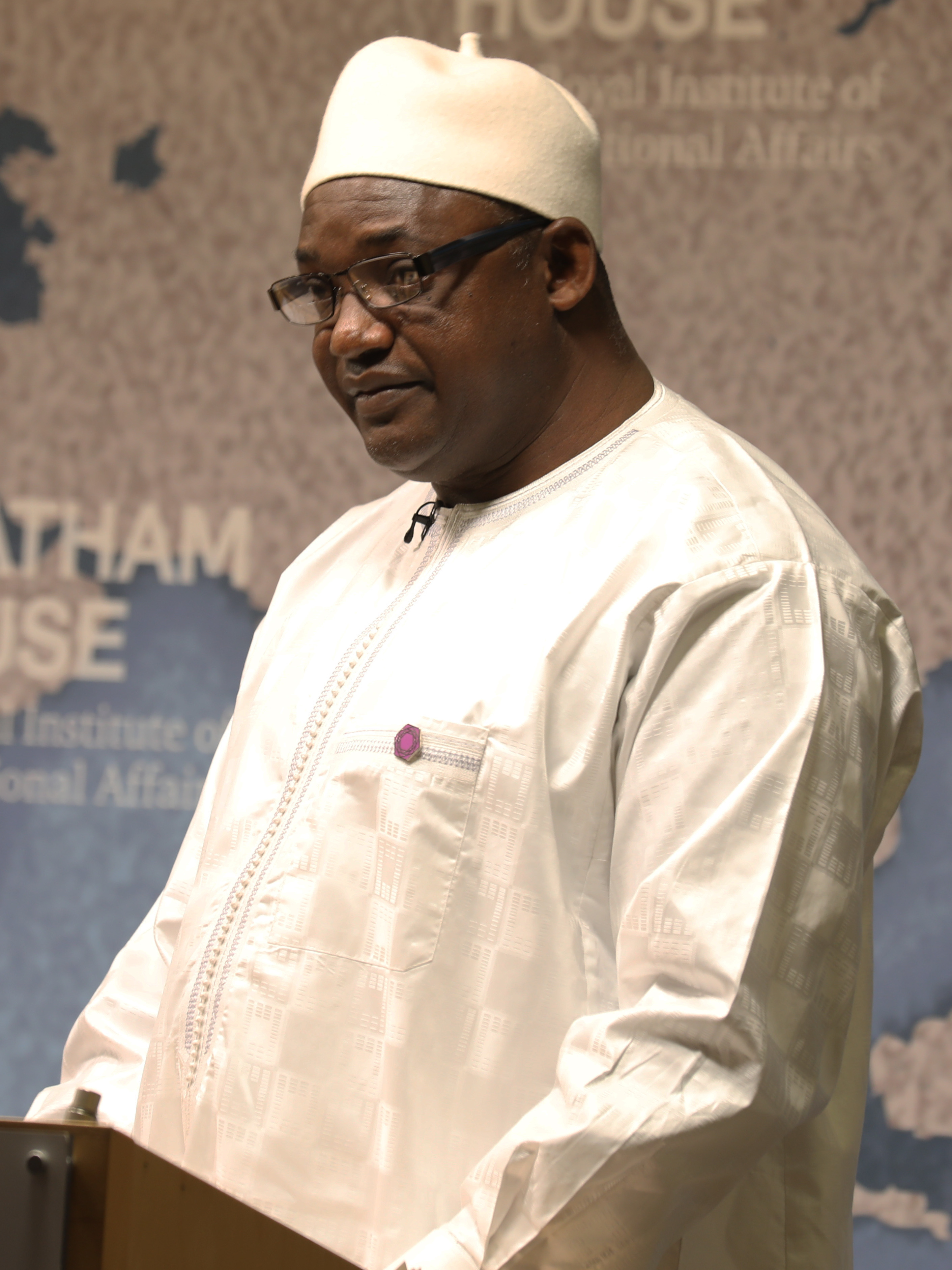
아다마 배로

아다마 바로(풀라어: 𞤀𞥄𞤣𞤢𞤥𞤢 𞤄𞤢𞥄𞤪𞤮, 문화어: 아다마 바로, 1965년 2월 16일~)는 감비아의 대통령이다. 소속 정당은 연합민주당이다.
2016년 12월 1일에 실시된 감비아 대통령 선거에서 23년간 집권하던 야히아 자메 후보를 누르고 당선되었다. 그러나 야히아 자메 대통령은 대통령 선거 패배 불복을 선언하였다. 2017년 1월 20일에 세네갈 수도 다카에 대사관에서 취임식을 거행하였고, 하루 뒤 1월 21일 전임 대통령인 야히아 자메가 기니로 망명해 공식적으로 업무를 시작하였다. 2017년 1월 27일, 감비아는 더 이상 이슬람 공화국이 아닌 것임을 선언하고 이름을 감비아 공화국으로 바뀌었다.

## 역대 선거 결과
| 선거명      | 직책명          | 대수 | 정당       | 득표율 | 득표수    | 결과 | 당락 |
| ----------- | --------------- | ---- | ---------- | ------ | --------- | ---- | ---- |
| 2016년 선거 | 감비아의 대통령 | 3대  | 연합민주당 | 43.29% | 227,708표 | 1위  |      |
| 2021년 선거 | 감비아의 대통령 | 3대  | 국민당     | 53.23% | 457,519표 | 1위  |      |